# Werner Winter (Sprachwissenschaftler)

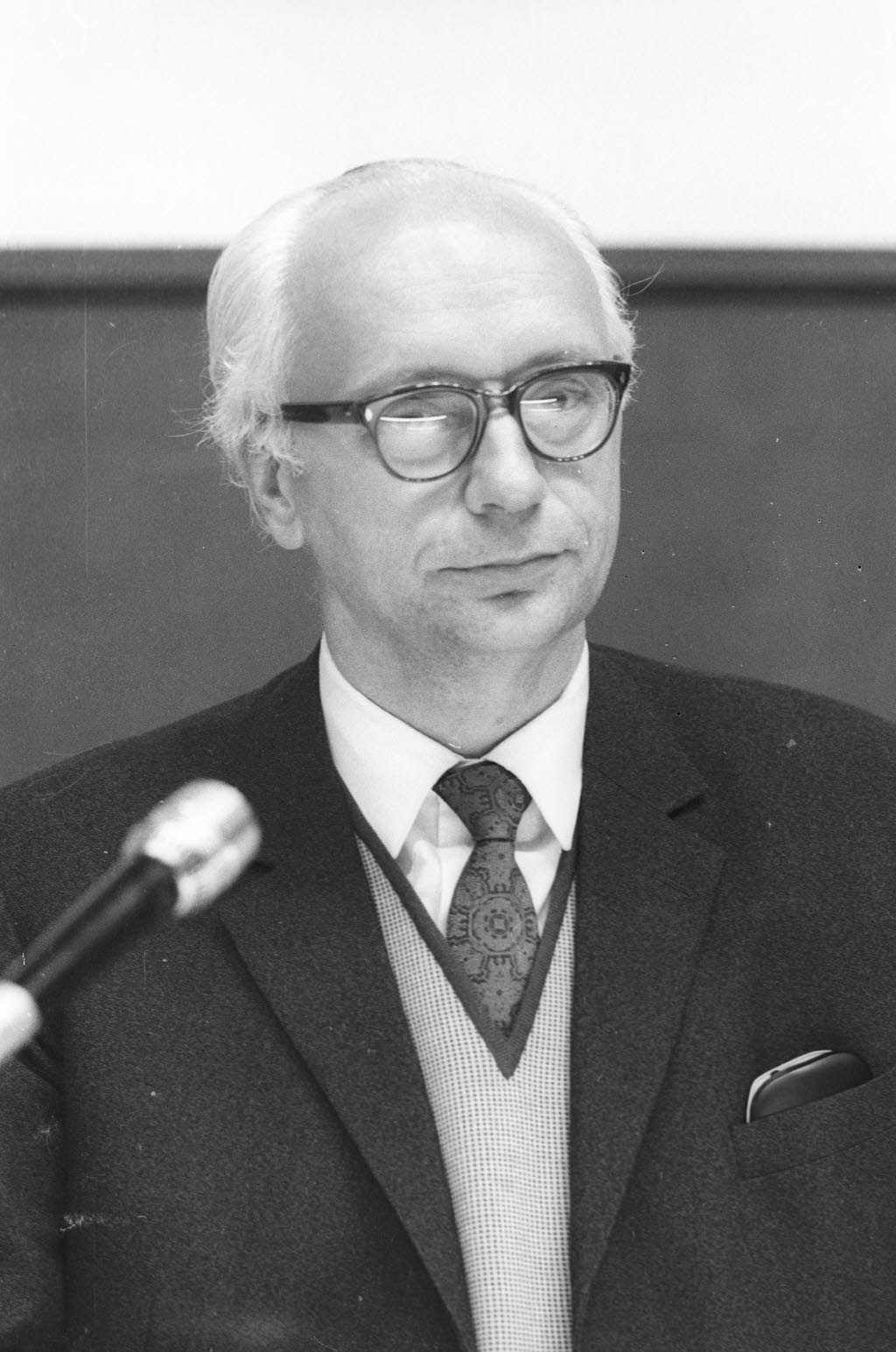
Werner Winter (1971)

Johann Karl Werner Winter (* 25. Oktober 1923 in Haselau; † 7. August 2010 in Preetz) war ein deutscher Indogermanist und Sprachwissenschaftler.

## Leben
Winter besuchte in Haselau von 1930 bis 1934 die Volksschule und danach bis 1942 ein Humanistisches Gymnasium in Hamburg, das er mit dem Abitur abschloss. Im selben Jahr nahm er das Studium der Indogermanischen Sprachwissenschaft in Hamburg auf – musste es aber aufgrund seines Kriegsdienstes abbrechen. Von 1945 bis 1947 studierte er in Hamburg Indogermanische Sprachwissenschaft und Slawistik, 1947 bis 1949 zur Promotion Slawistik, Indogermanische Sprachwissenschaft und Gräzistik in Bern bei Ernst Fraenkel. 1949 promovierte er im Bereich der Indogermanistik zum Thema "Studien zum prothetischen Vokal im Griechischen".
Von 1949 bis 1950 war er als Assistent Instructor für Indogermanische Sprachwissenschaft an der University of Kansas, USA, tätig, von 1950 bis 1953 als Lehrbeauftragter an der Universität Hamburg. Es folgten weitere Stationen in den USA: Assistant Professor für Deutsch und Russisch an der University of Kansas (1953–1957), Associate Professor für Slawistik, Linguistik und Germanistik an der University of Texas in Austin (1957–1961) und dort schließlich Inhaber einer Professur (1961–1964).
Ab 1963 war er mit Unterbrechungen wieder in Norddeutschland tätig: Vertretungsprofessor für Indogermanische Sprachwissenschaft am Institut für Allgemeine und Indogermanische Sprachwissenschaft (Teil der Philosophischen Fakultät der Christian-Albrechts-Universität) in Kiel sowie Gastprofessor im selben Fachgebiet an der Universität Hamburg (1963–1964), Gastprofessor für Germanistik an der University of Texas (1964–1965), ordentlicher Professor für Indogermanische Sprachwissenschaft und Allgemeine Sprachwissenschaft in Kiel (1964–1992), Gastprofessor für Germanistik an der University of Iowa (1966–1967).
Schon früh (d. h. Ende der 50er Jahre) erkannte Winter die Bedeutung der Laryngaltheorie für die Indogermanistik.
Zu seinen Schülern zählen u. a. Jörundur Hilmarsson, Olav Hackstein und Christian T. Petersen.

## Auszeichnungen
American Council of Learned Societies:
- Linguistic Institute Fellow (1950)
- Faculty Research Fellowship (1957)
- Delegierter (1963)

außerdem
- Mitglied der Academia Europaea (1989)[3]
- Ehrendoktorwürde der Adam-Mickiewicz-Universität Posen in Posen (1984)
- Ehrendoktorwürde der Baltischen Föderalen Universität Immanuel Kant in Kaliningrad (2000)

## Schriften (Auswahl)
- Kleine Schriften. Festgabe aus Anlass des 80. Geburtstags. Ausgewählt und herausgegeben von Olav Hackstein. Bremen 2005. ISBN 978-3-934106-29-1.
- A Bantawa Dictionary. Berlin / New York 2003. ISBN 978-3110177107.
- Walapai (Hualapai) texts. (Native American texts series 2.) Berlin / New York 1998. ISBN 978-3-11-016335-3.
- Studia Tocharica. Selected Writings/Ausgewählte Beiträge. Wydawnictwo Naukowe Uniwersytetu im. Adama Mickiewicza w Poznaniu (Verlag der Adam-Mickiewicz-Universität Posen). Poznań 1984. (ohne ISBN).
- Vom Genitiv im heutigen Deutsch. In: Zeitschrift für deutsche Sprache 22 (1966), S. 21–35.
- Evidence for Laryngeals. (Austin 1960 und Den Haag 1965; mit Winter als Herausgeber)